# Ingliston Racing Circuit
 El Ingliston Racing Circuit es un circuito de carreras situado en el Royal Highland Showground, en Ingliston, Edimburgo, Escocia. Mide 1,657 km y cuenta con 7 curvas, cada una con su propio nombre (Arena, Esses, Caravan, Southstand, Hairpin, Lefthander y Clock).
Se creó como ampliación y vinculación de la red de vías de acceso al recinto que anteriormente se utilizaba exclusivamente como recinto ferial agrícola.
La primera carrera del circuito tuvo lugar el 11 de abril de 1965, y rápidamente se convirtió en una de las mejores sedes de deportes de motor de toda Escocia. La primera carrera fue casi 10 años antes de que el circuito de Knockhill abriese (lo hizo en 1974). El circuito de Ingliston se hizo famoso por sus curvas cerradas y la gran cantidad de obstáculos como árboles y edificios cercanos a la pista, y por lo tanto, se consideró una de las instalaciones más peligrosa de las que eran similares en el Reino Unido. Había amplias instalaciones para los espectadores, incluida una tribuna para 5.000 personas que se construyó alrededor de la zona sur de la pista, y por lo tanto, se apodó como Arena.
El circuito vio competir en carreras a varios pilotos famosos, como Jim Clark, Jackie Stewart, Stirling Moss, y más recientemente, David Coulthard.

## Historia

### Expansión de 1968
El 4 de septiembre de 1968 se reabrió la pista con el beneficio de una ampliación al noreste de 600 pies (unos 182 metros), incluyendo una larga recta que conduce hasta la horquilla y de nuevo gira a la izquierda donde la nueva sección se reincorpora al trazado original. Esto amplió la longitud del circuito completo a poco más de una milla (1,6 km), lo que permitió una experiencia más satisfactoria para los pilotos y espectadores por igual, dando como resultado más carreras. Desde ese momento se pueden utilizar dos circuitos, el original y el extendido, ambos en el sentido de las agujas del reloj.

### Scottish Motorsport Center
En invierno de 1989, Jackie Stewart anunció de forma pública sus planes para crear un centro de deportes de motor en Escocia. Se propuso una inversión de 80 millones de libras esterlinas para crear un centro automovilístico de excelencia, que incluiría instalaciones de investigación y desarrollo, salas para realizar exposiciones y garajes alrededor del perímetro del circuito. Los planes de Stewart recibieron una aprobación pública, pero su financiación completa no fue suficiente, por lo que no se llegó a presentar su solicitud de planificación al Consejo de Distrito de Edimburgo.

### Cierre de 1995
Durante la recesión de principios de la década de 1990, el circuito comenzó a quedarse atrás respecto a los estándares modernos. El aumento de la competencia que generaba el circuito de Knockhill y la falta de inversión en instalaciones de seguridad modernizadas, así como el aumento de la presión del lugar para otras actividades no relacionadas con el mundo del motor, marcaron el final del automovilismo en Ingliston. La pista fue desmantelada y su infraestructura fue eliminada, allanando el camino para que el lugar alcance su principal ambición como recinto de exhibición público.

### Actualmente
Gran parte del circuito original permanece en el mismo lugar y la única parte importante que falta es Arena, donde se construyó una tribuna con vistas a la zona principal (siendo utilizada principalmente para el Royal Highland Show). Otras partes de la pista se utilizan como vías de acceso al circuito, como aparcamiento, y para días de rodaje y eventos de pilotaje ocasionales. Se eliminó la zona de pits.

### Renacimiento
En 2015 se cumplió el quincuagésimo aniversario del circuito y se planeó una reactivación para septiembre de ese mismo año. Se planteó revivir el evento con la emoción del viejo circuito, donde se invitaría a los propietarios a conducir sus coches en el circuito reabierto. Se espera que el evento atraiga a 10.000 personas durante el fin de semana.
El circuito original se ha reconstruido en la zona de la curva Arena, por lo que se ha ampliado y nivelado una ruta de acceso adyacente a la estructura, permitiendo pilotar en un circuito completo, por primera vez en más de 20 años de historia.

## Otros usos
La parte norte del circuito es utilizada por la empresa de experiencia en conducción Gift Experience Scotland y el Dunfermline Car Club, para carreras de rally y de ciclismo, entre otras.